# 実況パワフルプロ野球サクセススペシャル
『実況パワフルプロ野球サクセススペシャル』（じっきょうパワフルプロやきゅうサクセススペシャル）はコナミデジタルエンタテインメントより2016年4月28日12:00から配信されていたコンピュータゲームソフト。2023年12月4日13:00、サービスを終了した。
その名の通り『実況パワフルプロ野球』シリーズの「サクセス」モードに特化した基本無料（ゲーム内アイテム課金あり）のソフトである。略称は『サクスペ』。
以下の記述はすべてサービス稼働中のものである。

## 概要
オリジナルの野球選手を作成し、育成するサクセスモード20周年を記念して配信された基本無料、アイテム課金型のゲーム。当初の対応ハードはPlayStation 4（PS4）、PlayStation 3（PS3）、PlayStation Vita（PS Vita）。PS3版については2018年7月末で配信終了、PS Vita版も2021年12月20日で配信終了となり、以後はPS4版のみ運用されていた。なお、2020年11月12日発売のPlayStation 5（PS5）については、PS4と同一の環境でプレイ可能、という形で対応した。
オンライン状態でのみプレイすることができ、セーブデータはサーバに自動的に保存されるため、同じPlayStation Networkアカウントであれば外出先でPS Vitaでプレイし、帰宅してPS3やPS4（PS5）でその続きをプレイするといったことも可能であった。他方でネットワーク接続ができない状態、およびメンテナンス中ではプレイできない上、その間でのオンライン再開時には選手登録が出来ず、データは破棄された。また、オフラインプレイ中別のプラットでオンラインでメインメニューに入ると、その時点でオフライン経由の選手登録、中断セーブは不可能となっていた。
公式サイトで連動して反映させていたニュース履歴はPS3版配信終了の前に更新を終え、公式サイトから最新情報を得る事はできなくなっている。
実況は堂前英男が担当。同時発売された『実況パワフルプロ野球2016』、および2017年に配信された『実況パワフルプロ野球 チャンピオンシップ2017』と連動要素があり、本作で作成した選手や入手したイベントキャラクターを『パワプロ2016』や『チャンピオンシップ2017』でも使用できる。ただし使用できるオリジナル選手はパワチャレのメンバーに登録した70人まで。『パワプロ2016』では1.06アップデート以降、サクセススペシャルで一度クリアすると、「パワフェスモード」では相手チームとして、パワフル高校、太平楽高校、SG高校、瞬鋭高校、くろがね商業高校、あかつき大附属高校OBが登場する。
2018年に上記2作品のオンラインサービスの連動は終了したが、4月26日発売の新作『実況パワフルプロ野球2018』とも引き続き連動され、早期購入特典として、2018のサクセスモード「五竜郭高校編」に登場する「覆水 武明」のSRイベキャラがもらえた。。
2020年に実況パワフルプロ野球2018のオンラインサービスとの連動が終了、同年発売の新作『eBASEBALLパワフルプロ野球2020』にも引き続き連動された(PS4版のみ)。また、同作品のサクセスモードに登場する「稲穂 亜希」のSRイベキャラが早期購入特典としてもらえるシリアルナンバーが配布された。
2022年にeBASEBALL実況パワフルプロ野球2020のオンラインサービスとの連動が終了、同年発売の新作『eBASEBALLパワフルプロ野球2022』にも引き続き連動された(PS4版のみ)。
2023年6月2日、諸般の事情により同年12月4日13:00をもってサービスを終了することが発表された。パワプロ2022との連動はサクセススペシャルのサービス終了までとなる。
基本無料だがPlayStation Storeでは、追加アイテムをセットにした有料の「スタートパック」が予約販売された。

### パワストーン
パワストーンとは、プレミアムガチャ（後述）を回したり、イベキャラ倉庫（後述）を拡張するなどに必要なアイテムで、チャレンジクリアやパワチャレの累計報酬（後述）で無料で手に入るものと現実のお金を払って手に入れる有料のものがある。使用期限はプレゼントボックスに届いた日から150日間またはサービス終了まで、消費する場合は無料・有料問わず期限の早いものから順に消費される。期限を過ぎたパワストーンは消滅する。

## ゲームシステム

### サクセス
アドベンチャーゲームで選手を育成する本作のメインモード。基本システムは『パワプロアプリ』版と同様であるが、画面サイズの違いもある為アプリ版から配置を変えて収録（ダン＆ジョン高校でのダンジョン潜入画面など）している。双方をプレーするユーザーにとっては取っつきやすい仕様である。アプリ版と違ってサクセスポイント制（選手を作るために必要なポイント）の概念はなく、選手を短時間に連続して作る場合でもパワストーンを消費する必要なく育成できる。
投球や打撃でのみ操作可能な『パワプロアプリ』と異なり、試合での選手全員の手動操作ができる。ただし、選手のオーダーを変更することは出来ず、固定されるようになっている。
シナリオ（配信順）
- パワフル高校
- 瞬鋭（しゅんえい）高校
- 覇堂（はどう）高校
- 青道（せいどう）高校 - ダイヤのAとのコラボレーションシナリオ。
- 太平楽（たいへいらく）高校
- SG（セキュリティーガード）高校
- 海堂学園（かいどうがくえん）高校 - MAJORとのコラボレーションシナリオ。
- くろがね商業（くろがねしょうぎょう）高校
- あかつき大附属（あかつきだいふぞく）高校
- ヴァンプ高校
- ブレインマッスル高校
- ダン＆ジョン（ダンアンドジョン）高校
- 天空中央（てんくうちゅうおう）高校
- 支良州水産（しらすすいさん）高校
- メカニクス産業（メカニクスさんぎょう）高校
- 鳴響（めいきょう）高校
- 円卓（えんたく）高校
- 全力学園（ぜんりょくがくえん）高校 - 逆境ナインとのコラボレーションシナリオ。
- 恵比留（えびる）高校
- 世紀末北斗（せいきまつほくと）高校 - 北斗の拳とのコラボレーションシナリオ。
- マントル辺境（マントルへんきょう）高校
- 北雪（ほくせつ）高校
- フリート高校
- 新・青道（しん・せいどう）高校 - ダイヤのA actIIとのコラボレーションシナリオ。
- アンドロメダ学園（アンドロメダがくえん）高校
- 十門寺東（じゅうもんじひがし）高校
- アスレテース高校
- 戦国（せんごく）高校
- 花丸（はなまる）高校
- 討総学園（とうそうがくえん）高校
- エジプト高校
- 天盟（てんめい）高校

※天盟高校をもって新規シナリオの配信は終了。

#### アイテムについて
サクスペのサクセスでは、育成に有利なアイテムを2つまで持ちこむことができる。ただし、同じアイテムを2個持ちこむことはできない。

#### 特殊/超特殊能力/真・特殊能力/オリジナル変化球について
サクスペではアップデートにより特殊能力・オリジナル変化球が追加されることがある。連動作品非対応の特殊能力は、別の特殊能力に置き換えられるか削除、基礎能力に変換される。連動非対応のオリジナル変化球はエフェクト無しの同じ変化球となる。超特殊能力やオリジナル変化球が本編でも使えるかどうかはガチャ画面で確認可能。

### パワチャレ
オリジナルのチームを作成して、他のプレイヤーのチームと試合をするモード。チームにはサクセスモードで作成したキャラクターを一軍・二軍合わせて最大70人まで入れることができるが、後のアップデートで「予備軍」が追加され、さらに300人追加登録できるようになった。ただし、予備軍に属している選手は本編に同期登録されない。
チーム名はデフォルトでは「北海道パワフルズ」、ユニフォームもデフォルトでは「白地に赤」に設定されているが、「チーム編集」で変更可能。
試合を行うには「試合チケット」が必要で、「試合チケット」1枚につき1回試合ができる。「試合チケット」はログインボーナスのほか、サクセスモードで選手を育成すると総経験点に応じて貰うことができる。「試合チケット」がなくてもパワストーン1個と引き換えに1回試合ができる。DH制は採用されていない。
『パワプロ2013』『パワプロ2014』のパワチャレは完全にオートで進行したが、本作ではターニングポイントなど特定の場面で、自分で打撃や投球を操作するアクションシーンがある。具体的には、1試合に投手操作・打者操作合わせて3～4回の1打席対決をすることになり、それぞれの打席に対して三振やホームランなど、成功するか否かで自分のチームの「総合力」という数値が逐一増減し、最終的に自分の総合力が相手の総合力を上回れば勝利、下回れば敗北となる。同じクラスで5勝すれば1段階上のクラスにランクアップするが、それまでに3敗すると1段階下のクラスにランクダウンする。サクスペ開始当初の最高クラスはAクラスだったが、後のアップデートで上位のクラスが追加され、最高はPGクラスで、以下SS、S、A、B、C、D、E、F、Gクラスと続く。
試合結果に応じて試合ポイント（試合P）とガチャPがもらえる。一定の累計試合Pを獲得すると「累計報酬」がもらえ、累計の試合Pの順位に応じてそれに見合った「ランキング報酬」が獲得できる。「累計報酬」と「ランキング報酬」はすべてプレゼントBOXに贈られるので、プレゼントBOXに保管しておいてあとで取り出す、ということも可能だが、プレゼントBOXのリスト表示が9項目×99ページまでであることに注意。溢れたプレゼントは直近に受け取ったプレゼントを受け取らないと取り出すことができなくなる。
「累計報酬」と「ランキング報酬」は1週間ごと（毎週月曜日0時）に更新され、報酬の更新と同時に累計試合Pも0Pにリセットされる。配信当初、ランキング報酬は日付の切り替わりで即配布されていたが、後に月曜の午前7時に配布が行われる仕様に変更されている。なお、ランキング報酬を受け取るには実施期間に最低1試合完了し、かつ次の週が終了するまでに1度パワチャレを開く必要がある。
配信から長らくは1億P以上になっても順位上で内部計算はされていたが8桁のみ表示されていた。アップデートで9桁目の1億以上の桁も把握する事ができるようになった。週イベントによっては大幅に試合Pがインフレを起こす事もある他、稀に順位の語呂合わせで573(コナミ)位、8260～8269(パワプロ)位に入賞するとより良い報酬が貰える週もある。

### イベントキャラについて
イベントキャラ（以下：イベキャラ）とはサクセスモードのイベントデッキに組み込むキャラクターのことをいう。獲得したイベキャラはイベキャラBOXに保管される。イベキャラBOXはパワストーンを消費することで最大500枠まで拡張可能。イベキャラBOXを最大まで拡張すると、イベキャラ倉庫が無条件に300枠開放され、より多くのイベキャラを保管できるようになる。イベキャラ倉庫は後のアップデートでパワストーンを消費すれば最大で1000枠まで拡張できるようになった。さらにアップデートでイベキャラBOX、イベキャラ倉庫とは別に最大5000枚（ただし同一レアリティかつ同一キャラのものは最大99枚まで）保管可能なイベキャラ保管庫が追加された。
各イベキャラにはN（ノーマル）、R（レア）、SR（スーパーレア）というレアリティが設定されており、それぞれの上位版としてPN（パワフルノーマル）、PR（パワフルレア）、PSR（パワフルスーパーレア）も存在する。基本的には、PSR＞SR＞PR＞R＞PN＞N の順でレアリティが高く、レアリティが高いほど、強力な選手を育成しやすくなる。
各イベキャラには育成をより有利にするイベキャラボーナスが設定されている。その効果を得るには「ゲドーくん像」などの強化素材を用いて表記されているレベル（以下、Lv.と表記）以上にイベキャラのLv.を上げる必要がある。イベキャラの最大Lv.はレアリティによって異なり、例えばSRの場合は通常Lv.35、PSRならLv.40を上限とするが、同じイベキャラを強化素材に用いて上限開放することにより、最大Lv.を上げることが可能。上限開放は最大5段階まで、1段階につき最大Lv.を2上げることができる。一部のイベキャラは上限開放とは別にゲーム内で入手できる「覚醒のカギ」および「極意」を使ってイベキャラ覚醒を行うことで新たなイベキャラボーナスが追加される。SRなら1つ、PSRなら2つ追加される。また、「きらめき」を用いて潜在強化をする事でイベキャラ覚醒によって追加されたイベントボーナスをLv.10まで強化することが可能。
イベキャラは自分が所持する5体＋助っ人枠1体の合計6体までイベントデッキに組み込むことができる。助っ人枠では他のプレイヤーがリーダーに設定しているイベキャラを使用することができる。イベキャラをデッキに入れるとイベントが発動し、その内容はレアリティを問わない「固定イベント」、レアリティによる「専用イベント」に分かれる。ただし、N系列専用イベントが無い一部のイベキャラがいる。彼女候補イベキャラのSR系列は下位のレアリティでは発動しないデートイベント5回目が専用イベントとなっている。また、2人から最大4人の特定のイベキャラの組み合わせで発動する「コンボイベント」がある。
シナリオによってはサポートデッキがあり上記6体に加えてさらに2体をセットできる。サポートデッキにセットしたキャラクターについては発生するイベント、イベキャラボーナスなどは一部のものしか反映されないが、一緒に練習すると練習後にサポート専用イベントが発生するなどの恩恵を受けられることがある。
イベキャラは主にガチャ(後述)やイベント報酬、パワチャレの報酬で獲得できるが、一部のイベキャラは入手方法が限られている「限定イベキャラ」が存在する。登場する選手キャラおよび一部の相棒・彼女キャラについてはレアリティ問わず1回でも入手すれば、「選手設定」で入手した選手キャラの顔設定が可能となる。

### オリジナルキャラについて
本作の特徴としてアプリ版には存在しないサクセススペシャル初出のオリジナルキャラがガチャ等から登場する事もある（一部は後日にパワプロアプリ版へ逆移植されるパターンも複数有。逆移植された後に覚醒が追加され、アプリ版相応、もしくはアプリ版以上の性能に強化できるようになる事もある。）。第1弾として十六夜瑠菜が実装され、その後も適度なペースで新キャラが登場中である。ちなみに十六夜瑠菜は後日に別バージョンとなる[二刀流]バージョン、[ワールドクラス]バージョンへも発展している。他特徴としてサクスペ初出のオリジナルキャラ同士でのコンボイベントが設定される事が非常に多い点もある　これらのイベキャラも入手すれば顔設定などの設定も可能になる。
ここでは一部のみ掲載。※()内はイベント発生タイミングの前後表記
・七瀬はるか（後）
初出はパワプロ9。このほか2012やヒーローズ、2016、18のパワフェスなど多数の作品に出演。
マネージャー兼彼女候補として登場。親友の早川あおいとはコンボイベントはあるものの、それ以外では一切絡みがなくこれまでと比べて関係性は薄い。性格は9寄り。
超特殊能力は選択式で野手が読心術or芸術的流し打ち、投手がハイスピンジャイロor本塁打厳禁。さらにデートやイベントにおいては追加経験値取得の固有効果を持ち、エンディングのプレゼントも9の家宝を意識したもので好きな特殊能力のコツを任意で選べるなど、実装時の性能は全彼女候補の中でもかなり高かった。
・ミッキー・バーミリオン（前）
初出はパワプロ8。パワプロ2018のパワフェスにおいてはドラフ島連合チームのメンバーとしても参戦している。
得意練習は走塁。超特殊能力はトリックスターor一番槍。
・渚（スタッフ）
初出はパワプロ2001。練習には参加しないスタッフキャラの枠になっている　
超特殊能力は野手時に伝説のサヨナラ男に加え特定条件下でヒートアップ、投手時は鉄腕に加え特定条件下で復活。
1イベキャラから2つの超特殊能力を獲得できる可能性があるのは猛田慶次以来、2人目のイベキャラとなった。

### ガチャについて
ガチャには種類があり、ノーマルガチャ、プレミアムガチャ、チケットガチャがある。アップデートで、ミキサーガチャが新たに加わった。

#### ノーマルガチャ
ガチャPを消費するガチャ。N、PN、Rのイベキャラが一定確率で排出される。ガチャPは主にパワチャレの試合後に取得できる（計算式は、試合P×0.5%で1P未満の端数切り捨て。）ほか、別ユーザーのイベントデッキの助っ人枠に自分のイベキャラのリーダーが選ばれ、育成が完了された場合はメインメニューに戻るときに「助っ人ボーナス」として通常は20P、フレンドになっていると100Pが手に入る。ただし、フレンドを登録できる人数は60人まで、助っ人で使用された場合の1日で受け取れるガチャPの最高限度は2000Pまでとなっている。期間限定でPN以上が確定で出るノーマルガチャも設置されたことがある。

#### プレミアムガチャ
パワストーンを消費するガチャ。必ずR以上（R、PR、SR、PSR）のキャラクターが一定確率で排出される。後に「プレミアムガチャ」は通常のレアガチャのほか一定期間ごとに新イベキャラ、通常のプレミアムガチャでは出てこない「限定イベキャラ」、過去に配信した限定イベキャラを選りすぐりで復刻し、出現率をアップさせた「特設ガチャ」も用意される。適度に行われるアンケート結果から特定のイベキャラが排出されなくなるケースも起こる他、出現イベキャラが予め絞られた中身のガチャも登場する事がある。

#### チケットガチャ
ガチャチケットを消費するガチャ。必ず表記されているレアリティ以上のイベキャラが排出される。SR及びPSRガチャチケットには「補助券」があり、補助券5枚で1回引くことが出来る。入手条件はパワチャレの累計報酬、ランキング報酬、イベント限定報酬で手に入る。
特定のイベント限定のガチャチケットなどは、通常のプレミアムガチャから排出されないイベキャラも登場する。

#### ミキサーガチャ
同じレアリティのイベキャラ5枚を消費する代わりに、消費したレアリティと同じレアリティのイベキャラを新たに1枚獲得できるガチャ。ただし、必ず消費した5枚のイベキャラとは違うイベキャラが出現するようになっている。一部のイベントで手に入る「ガンダーのおやつ」もイベキャラの代わりに利用できる。特定キャラのみ出現する特別ミキサーイベントが実施される事もある。